# Léonel Jules
Léonel Jules, né le 29 décembre 1953 à Port-au-Prince, Haïti est un peintre d'art contemporain, vivant au Québec. 
Diplômé de l'Université du Québec à Montréal, Léonel Jules a fait des recherches en histoire et sémiologie de l’art. Après avoir obtenu de nombreux prix et bourses, il se consacre à la peinture ainsi qu’à la diffusion de l’art en fondant Art-Media, une émission télévisée, aujourd’hui un centre de recherche dont la mission est d’éduquer et faire découvrir l’art contemporain.
Sa démarche en tant qu’artiste l’amène à créer des territoires de langages rythmés par le mouvement d’un « Carré Plastique »,. Ce mouvement spécifique de la peinture s’élabore pour révéler la structure et l’identité picturale. Tel un jeu animé d’éléments picturaux évoluant au gré de l’improvisation; tout le fonctionnement progresse dans un dispositif d’exploration des procédés.

## Projets communautaires
Son approche est de se construire à travers la couleur, la texture, d'entrevoir dans l'image de champ et la représentation de ce que nous appelons identité. Cette identité image acquiert une nouvelle dimension dans l'espace pictural qui touche des élèves jeunes et moins jeunes à travers une expérience éducative

## Influences
Paul Klee pour son intérêt d'établir des rythmes, des graphiques et surtout une présence de la spiritualité qui me permet de trouver mes propres racines africaines. Matisse pour une découverte approfondie de la couleur et collage. Riopelle and les Automatistes québécois pour l'idée d'un comportement où je peux trouver une énergie à caractère personnel par les gestes. Et puis, il y a inévitablement ... Picasso, en particulier son Guernica. Dans ce cas, je ne peux pas parler d'influence, mais de la convergence sur la façon de trouver la transcendance dans la peinture, comment invoquer le ciel..

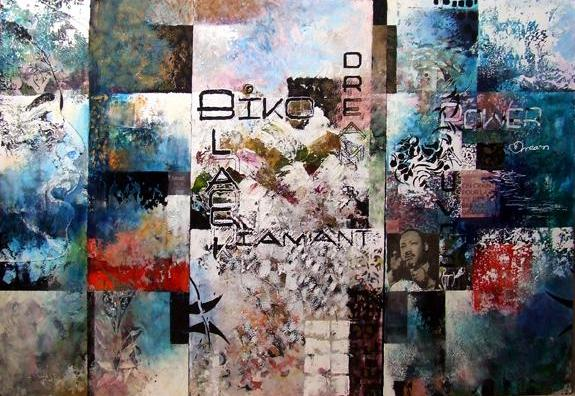
Obama Black and White Dream

## Reconnaissances et prix
- 2004-2005 Bourse de création, SODAC[8]
- 1989 Grand Prix de peintre canadien, Montréal
- 1989 Deuxième Prix pour le médium acrylique, jury : René Huygue, conservateur en chef des peintures du Musée du Louvre (1937)
- 1986 lauréat toutes catégories
- 1985 Médaille d'or, Concours national des arts visuels, Montréal
- 1984 Médaille d’argent et mention d’honneur, Concours national des arts visuels, Montréal

## Commissaire d'expositions
- 2008 Commissaire de l’exposition Traits d’union, Maison de la culture Côte-des-Neiges, Montréal
- 2005 Commissaire de l’exposition des galeries éphémères au Clos St-Ambroise, Montréal
- 1994 Commissaire (version en Guadeloupe) de l'exposition Marron, exposition itinérante présentée au  château des Ducs de Bretagne à Nantes, France (1993), au Centre des arts et de la culture à Pointe-à-Pitre, Guadeloupe (1994) et à la Maison de culture Côte-des-Neiges de Montréal (1995-1996)
- 1989 Commissaire pour le kiosque d'honneur d’Événement 89, Complexe Guy-Favreau, Montréal (artistes invités : Guido Molinari, Marcel Barbeau et Ghitta Caiserman-Roth)

## Collections
Écrivain et professeur d'art Léonel Jules expose depuis plus de 25 ans. Ses œuvres figurent dans plusieurs collections privées et publiques. Tels que  le Musée d'art contemporain de Montréal, le Musée d'art de Joliette, la Collection Martineau Walker, la Collection de la Banque nationale du Canada, La collection  Loto Québec, et la Collection Provigo de Montréal. Sans oublier des collections particulières en Allemagne, Los Angeles, New Jersey, Miami, en Suisse, Monte Carlo et Haïti.